# Fenrir (manga)
Fenrir (フェンリル?, Fenriru) è un manga scritto da Chūgaku Akamatsu e disegnato da Mioko Onishi, pubblicato sulla rivista Monthly Big Gangan di Square Enix. I capitoli dell'opera sono stati pubblicati dal 25 agosto 2018 al 25 novembre 2021 e successivamente sono stati raccolti in quattro volumi tankōbon. La serie è stata tradotta in italiano da Edizioni BD sotto l'etichetta J-Pop, mentre in inglese da Comikey.

## Trama
Il manga è ambientato nella Mongolia del XII secolo. I mongoli sono divisi in diverse tribù e Temjin, il cui padre è il capo del clan Kiyat, incontra per caso una ragazza misteriosa. Il loro incontro influenzerà il mondo intero.

## Personaggi
Temjin (テムジン?, Temujin)
Temijin è il figlio di un capo dei Kiyat. Lavora sodo e ha un cuore gentile.
Behter (ベクテル?, Bekuteru)
Behter è il fratellastro di Temjin. Il ragazzo viene eletto nuovo capo del clan suo e di suo fratello.
Börte (ボルテ?, Borute)
Börte è una ragazza che piace a Temjin e alla sua futura moglie, appartenente alla tribù Ongirat.

## Pubblicazione
Fenrir è stato scritto da Chūgaku Akamatsu e disegnato da Mioko Onishi, ed è stato serializzato su Monthly Big Gangan di Square Enix dal 25 agosto 2018 al 25 novembre 2021, che ha raccolto i suoi capitoli in quattro volumi tankōbon, pubblicati dal 25 novembre 2019 al 25 gennaio 2022.
Il 7 novembre 2021, Comikey ha annunciato di aver concesso in licenza la serie per la pubblicazione in inglese. In Italia, la serie venne pubblicata da J-Pop dal 29 dicembre 2022 al 15 marzo 2023.